# Haïm ben Hananel haCohen
Pour les articles homonymes, voir Hananel.
Haïm ben Hananel haCohen de Paris (hébreu : חיים בן חננאל הכהן מפריז) est un tossafiste du XIIe siècle.
Élève de Rabbénou Tam, il a vécu à Paris à la mort de son maître ; il était encore en vie lors des pressions économiques exercées sur les Juifs par Philippe Auguste en prélude à leur expulsion en 1182. Il était contemporain du mouvement d'émigration vers la Terre d'Israël des Juifs de Paris et de ses environs (qui étaient les seuls concernés par l'édit d'expulsion). C'est dans ce contexte qu'il faut lire son opinion, rapportée par le Mordekhaï, sur le cas où un homme veut monter en Israël mais que sa femme refuse. Une baraïta sur Ketouvot 110b indique que s'il (un homme) dit [qu'il veut] monter [en Israël] et elle (sa femme) dit [qu'elle ne veut] pas monter, on l'obligera à monter. Rabbénou Haïm explique que ce principe s'applique seulement si les routes sont "en paix", et poursuit mais aujourd'hui que les routes sont détériorées, on ne peut obliger. Cependant, il ne se désintéresse pas de la Terre d'Israël. Il voit en effet la situation des Juifs en exil comme un phénomène accidentel et indique que l'expression ta maison dans la Torah doit uniquement s'appliquer à la Terre d'Israël.
Ses enfants sont Rabbi Nahman, auteur d'un ouvrage halakhique, le Sefer Nahmani, Rabbi Aharon et Rabbi Abraham. Sa fille épousa Jacob de Coucy, ils sont les parents de Moïse de Coucy, l'auteur du Semag.